# Любовь в Париже
«Любовь в Париже» (англ. Love in Paris; другое название «Другие девять с половиной недель», англ. Another 9 1/2 Weeks) — драма 1997 года, продолжение культового фильма 1980-х годов «Девять с половиной недель». Слоган фильма — «On the trail of an old love, he found a dangerous new obsession.»

## Сюжет
Десять лет спустя после событий  фильма «Девять с половиной недель» Джон прилетает в Париж, чтобы найти свою подругу Элизабет. Он находит таинственного модельера по имени Ли и её помощницу Клэр, и оказывается, что Ли была подругой Элизабет в Париже. Ли говорит Джону, что Элизабет вышла замуж и переехала. Между Ли и Джоном вспыхивает страсть, когда деловой партнер Ли Виторио рассказывает Джону другую версию судьбы Элизабет.

## В ролях
- Микки Рурк — Джон Грэй
- Энджи Эверхарт — Ли Кало
- Агата де Лафонтен — Клэр
- Стивен Беркофф — Виторио ДаСилва
- Дугрей Скотт — Чарли